# Musique de Kingdom Hearts
Les musiques de la licence Kingdom Hearts ont été composées par Yoko Shimomura et les musiques orchestrales par Kaoru Wada,. Les titres originaux de la licence sont parus en trois albums et un quatrième album de compilation. Les morceaux de la licence Kingdom Hearts incluent plusieurs musiques provenant de films Disney et de la licence Final Fantasy, comme Mickey Mouse Club March par Jimmie Dodd (en), This Is Halloween par Danny Elfman, et One-Winged Angel par Nobuo Uematsu. Ces albums contiennent également un certain nombre de chansons, les plus connues étant les thèmes principaux Hikari et Passion. Ces chansons ont toutes deux été écrites et interprétées par la pop-star nippo-américaine Hikaru Utada ; en plus des versions japonaises, des versions en langue anglaise ont été produites, respectivement nommées Simple and Clean et Sanctuary.
Bien que la majorité des musiques aient été produites uniquement en japonais, le premier morceau à être sorti dans le monde entier et des pistes sonores de la série des Kingdom Hearts sont disponibles à l'écoute dans de nombreux lieux ou durant des événements. Dans l'ensemble les musiques ont été bien accueillies par la critique et certaines ont reçu des prix. Les deux thèmes principaux ont été très bien reçus par les critiques de musique et de jeu-vidéo et ont eu une bonne place dans le classement Oricon,,.

## Morceaux de musique
Les jeux Kingdom Hearts incluent un panel de musiques allant du sombre, en passant par la joie et le chagrin. La plupart des musiques ont été bien accueillies à leur sortie et d'autres étaient déjà célèbres - la plupart provenant de films Disney. Certains morceaux comprennent Mickey Mouse Club March par Jimmie Dodd ; Winnie l'Ourson par Robert B. Sherman et Richard M. Sherman, This Is Halloween par Danny Elfman, He's a Pirate par Geoff Zanelli, Klaus Badelt, et Hans Zimmer, et Beauty and the Beast par Howard Ashman et Alan Menken. On compte d'autres morceaux célèbres comme Une nuit sur le mont Chauve (Night on Bald Mountain en anglais, qui a donné A Night on the Bare Mountain) de Moussorgski, et une version remixée de One-Winged Angel par le compositeur de la série des Final Fantasy, Nobuo Uematsu. Certains mondes reprenant les univers Disney dans le jeu Kingdom Hearts ont comme musique d'ambiance la bande originale du film auxquels ils sont associés. Des morceaux originaux comme le titre, Dearly Beloved, et les deux thèmes, Simple and Clean et Sanctuary. Les bandes sonores sont un mélange de piano et d'orchestre. Les thèmes principaux sont différents des autres musiques car elles ont des sonorités pop. La licence comprend également plusieurs chansons - les plus remarquables étant les deux musiques principales. Kingdom Hearts II possède plus de chansons, que l'on peut surtout retrouver dans Atlantica, qui donne la possibilité de jouer à des mini-jeux basés sur le rythme dans l'univers de La Petite Sirène, comme Part of Your World et Under the Sea, toutes deux composées par Alan Menken et Howard Ashman.

### HikarietSimple and Clean
Hikari (光, littéralement Lumière) est le thème lié à la sortie japonaise de Kingdom Hearts, le premier jeu de la série, ainsi que le sequel sur Game Boy Advance, Kingdom Hearts: Chain of Memories, et sa réédition Re:Chain of Memories, le prequel sur PlayStation Portable : Kingdom Hearts: Birth by Sleep, de même que pour le thème de Kingdom Hearts: Coded et sa réédition sur DS Re:Coded. Son équivalent en langue anglaise, Simple and Clean, est le thème pour la sortie des jeux ainsi que pour la deuxième parution notamment japonaise du premier jeu, Kingdom Hearts : Final Mix. Les deux morceaux ont été écrits et interprétés par Hikaru Utada. C'était la première fois qu'elle jouait des musiques pour un jeu vidéo. Bien que les deux musiques partagent les mêmes mélodies et musique d'ambiance, la signification des paroles est différente de celles de Simple and Clean. Le single Hikari, publié au Japon le 20 mars 2002 et a été très bien accueilli ; il s'est vendu à plus de 270 000 exemplaires en une semaine. Simple and Clean (version entière et le remix par PLANITb) est inclus dans le single d'Utada, COLORS, qui, à sa sortie était premier du top 50 des musiques au Japon et y est resté pendant 19 semaines. Elle a ensuite été incluse comme morceaux bonus dans l'album en langue anglaise d'Utada de 2009 This Is the One. Chaque chanson a été remixée par PLANITb : ce sont des variantes dans un style house, et Hikari a un mix par Godson,. Les différentes versions sont utilisées à plusieurs moments du jeu. La version courte du remix de PLANITb est utilisée pour les scènes d'ouverture et la version longue est utilisée pour la scène de fin.

### PassionetSanctuary
Passion est la musique principale de Kingdom Hearts II au Japon, et le titre Kingdom Hearts: 358/2 Days sorti sur Nintendo DS. Son équivalent anglais Sanctuary, est le thème principal pour la version anglaise et Kingdom Hearts II Final Mix+. Comme pour le premier thème, Hikaru Utada a écrit et interprété les versions anglaises et japonaises et il y a deux mix. Le mix ~opening version~ est jouée durant les cinématiques d'ouverture, et la version d'~After the Battle~ peut être entendue après avoir battu le dernier boss dans chaque jeu. Sanctuary et ~After the Battle~ ont toutes les deux été utilisées pour Kingdom Hearts 358/2 Days sur DS. Passion était incluse dans la bande son originale de Kingdom Hearts II et dans un CD sorti le 14 décembre 2005. Sanctuary avait été diffusée pour la première fois sur MTV au début de l'année 2006. Les versions Opening et Après la bataille de Sanctuary sont ressorties dans l'album bonus d'Utada en mai 2009, This Is the One. Les versions d'~After the Battle~, de Passion et Sanctuary sont également utilisées comme musique de fin pour les jeux sur Nintendo 3DS, Kingdom Hearts 3D: Dream Drop Distance.

### ChikaietDon't Think Twice
Chikai (誓い, littéralement Vœu) est une chanson de la compositrice et chanteuse japonaise Hikaru Utada. Comme pour sa version anglaise Don't Think Twice, elle est utilisée pour le final du jeu Kingdom Hearts III. Chikai est apparue pour la première fois dans le septième album japonais d'Utada, Hatsukoi. Elle sera incluse das la liste des morceaux joués lors de sa prochaine tournée au Japon.
Les deux versions de Don't Think Twice sont parues sur la deuxième face d'un CD paru le 18 janvier 2019. C'était la première fois en onze ans qu'il avait sorti un album sous ce format, le dernier étant Prisoner of Love en 2008. C'est également le premier album contenant des chansons originales en anglais depuis This Is the One en 2009.

## Création et influence
Yoko Shimomura a composé les musiques pour les trois jeux majeurs de la licence Kingdom Hearts et leurs remakes. Elle a commencé à composer des musiques pour des jeux-vidéo en 1988 et a rejoint Square Enix en 1993, elle est ensuite partie en 2002 pour se lancer à son propre compte. Shimomura trouve son inspiration dans sa vie de tous les jours, ses voyages ou son humeur. Elle éprouve beaucoup de respect pour les solo ou les pièces orchestrales comme la Sonate pour piano nº 7 de Beethoven de Ludwig van Beethoven, Ballade No 1 de Frédéric Chopin, et La Valse de Maurice Ravel. Shimomura a d'abord hésité à s'occuper de la musique du premier jeu Kingdom Hearts ; le mélange entre un jeu dans le style de Square Enix et l'univers Disney lui a donné du mal à se faire une idée de l'esthétique du jeu. La plupart des morceaux sont des réarrangements de morceaux utilisés dans les films Disney, Shimomura a déclaré avoir apprécié travailler sur ces compositions. Elle ressentait beaucoup de pression à l'idée de travailler sur de tels morceaux, elle a fait de gros efforts pour ne pas dénaturer les musiques originales tout en les adaptant en fonction des capacités techniques de la PlayStation 2. Certains morceaux comme This is Halloween avaient un très mauvais rendu sonore sur le système de la PlayStation 2.
Dans son travail de création originale, Shimomura voulait que le joueur se sente bien tout en gardant en vue le côté action du jeu. Elle s'est inspirée des scripts du scénario et des illustrations pour trouver son inspiration. Shimomura voulait faire transparaître les sensations et les émotions éprouvées durant les combats. Pour réduire la charge de travail, Shimomura s'est occupé des musiques les plus éminentes pendant que le reste des compositeurs travaillaient sur les musiques annexes. Après la sortie des jeux, Shimomura s'est sentie très honorée que ses musiques aient une place dans les cœurs des joueurs.

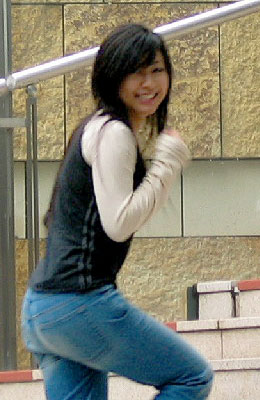
La chanteuse pop Hikaru Utada était la seule personne que le directeur Tetsuya Nomura avait en tête pour les deux morceaux principaux de la série.

Les deux morceaux principaux ont été écrits et interprétés par la chanteuse nippo-américaine Hikaru Utada. Elle a écrit deux versions pour chaque morceau, une en japonais et une en anglais. Nomura considérait Utada comme une icône dont la musique pouvait briser la barrière de la langue et la barrière culturelle. Sa participation dans la création du jeu a été annoncée en janvier 2002. Nomura a choisi de ne pas changer de chanteur pour le deuxième thème principal car Utada et la licence Kingdom Hearts étaient associés dans l'esprit des joueurs. Pour la guider dans sa création, Nomura lui a montré des explications poussées de l'histoire du jeu. Nomura a déclaré que la participation d'Utada a grandement participé dans la création du jeu.

## Sorties
Certains morceaux non-utilisés dans la licence sont parus dans une compilation bonus en même temps que des versions réarrangées des différent titres de la série. La première compilation est parue au Japon, aux États-Unis et en Europe, les autres compilations resteront réservées au marché japonais. Des morceaux ont été joués par « Play! A Video Game Symphony » à différentes occasions aux États-Unis et autour du globe. Arnie Roth a arrangé des morceaux de Kingdom Hearts pour le concert « Symphonic Fantasies » en septembre 2009. Des musiques issues de Kingdom Hearts sont présentes dans le best-of de Yoko Shimomura : Drammatica.

### Kingdom Hearts Original Soundtrack
L'album Kingdom Hearts Original Soundtrack est la bande son officielle pour le jeu vidéo Kingdom Hearts. Elle est sortie au Japon le 27 mars 2002 chez Toshiba-EMI, puis en Europe le 25 novembre 2002 chez Virgin Records et aux États-Unis le 23 mars 2003 chez Walt Disney Records. La bande son tient en 2 CD contenant la plupart des musiques originales ainsi que deux morceaux bonus. La musique a été composée par Yoko Shimomura, le chant a été interprété par Hikaru Utada pour Simple And Clean et Hikari. La partie orchestrale a été arrangée par Kaoru Wada et jouée par le Nouvel Orchestre Philharmonique du Japon. Comme Kingdom Hearts Final Mix est sorti après les morceaux, d'autres morceaux ne furent pas inclus.
Les morceaux furent bien accueillis par la critique. IGN a listé l'opening de Kingdom Hearts Dearly Beloved à la quatrième place dans leur top 10 des musiques de jeu RPG. Dans leur concours « Best of 2002 », Kingdom Hearts se vit décerner le titre de « Meilleure musique pour un jeu de PlayStation 2 » et a concouru pour le titre de « Meilleure musique de jeu vidéo de 2002, choix des lecteurs ». Allmusic a donné une note de 3 sur 5 au premier morceau. GameSpy a décrit les morceaux comme « plaisants, mélodieux, mais surtout très bien intégrés dans les situations dans lesquelles ils sont joués », et a complimenté la traduction anglaise de Simple And Clean.
Liste des morceaux
| Disque 1 | Disque 1                                                                                                | Disque 1 | Disque 1 | Disque 1 | Disque 1 | Disque 1 | Disque 1 | Disque 1 | Disque 1 |
| No       | Titre                                                                                                   | Durée    |          |          |          |          |          |          |          |
| -------- | --- | -------- | -------- | -------- | -------- | -------- | -------- | -------- | -------- |
| 1.       | Dearly Beloved                                                                                          | 1:13     |          |          |          |          |          |          |          |
| 2.       | Hikari -KINGDOM Orchestra Instrumental Version- ((光) musique de Hikaru Utada, arrangée par Kaoru Wada) | 3:42     |          |          |          |          |          |          |          |
| 3.       | Hikari -PLANITb Remix- (Short Edit) ((光) écrit et interprété par Hikaru Utada)                         | 2:31     |          |          |          |          |          |          |          |
| 4.       | Dive into the Heart -Destati- ("Awaken")                                                                | 4:57     |          |          |          |          |          |          |          |
| 5.       | Destiny Islands                                                                                         | 1:49     |          |          |          |          |          |          |          |
| 6.       | Bustin' Up on the Beach                                                                                 | 2:01     |          |          |          |          |          |          |          |
| 7.       | Mickey Mouse Club March (musique de Jimmie Dodd)                                                        | 1:02     |          |          |          |          |          |          |          |
| 8.       | Treasured Memories                                                                                      | 1:45     |          |          |          |          |          |          |          |
| 9.       | Strange Whispers                                                                                        | 0:55     |          |          |          |          |          |          |          |
| 10.      | Kairi I                                                                                                 | 1:19     |          |          |          |          |          |          |          |
| 11.      | It Began with a Letter                                                                                  | 1:32     |          |          |          |          |          |          |          |
| 12.      | A Walk in Andante                                                                                       | 1:18     |          |          |          |          |          |          |          |
| 13.      | Night of Fate                                                                                           | 2:06     |          |          |          |          |          |          |          |
| 14.      | Destiny's Force                                                                                         | 2:50     |          |          |          |          |          |          |          |
| 15.      | Where is This?                                                                                          | 1:42     |          |          |          |          |          |          |          |
| 16.      | Traverse Town                                                                                           | 1:21     |          |          |          |          |          |          |          |
| 17.      | The Heartless Has Come                                                                                  | 0:55     |          |          |          |          |          |          |          |
| 18.      | Shrouding Dark Cloud                                                                                    | 2:15     |          |          |          |          |          |          |          |
| 19.      | Blast Away! -Gummi Ship I-                                                                              | 1:50     |          |          |          |          |          |          |          |
| 20.      | Tricksy Clock                                                                                           | 0:38     |          |          |          |          |          |          |          |
| 21.      | Welcome to Wonderland                                                                                   | 1:53     |          |          |          |          |          |          |          |
| 22.      | To Our Surprise                                                                                         | 2:14     |          |          |          |          |          |          |          |
| 23.      | Turning the Key                                                                                         | 0:16     |          |          |          |          |          |          |          |
| 24.      | Olympus Coliseum                                                                                        | 2:08     |          |          |          |          |          |          |          |
| 25.      | Road to a Hero                                                                                          | 1:30     |          |          |          |          |          |          |          |
| 26.      | Go for It!                                                                                              | 2:05     |          |          |          |          |          |          |          |
| 27.      | No Time to Think                                                                                        | 0:33     |          |          |          |          |          |          |          |
| 28.      | Deep Jungle                                                                                             | 3:00     |          |          |          |          |          |          |          |
| 29.      | Having a Wild Time                                                                                      | 2:25     |          |          |          |          |          |          |          |
| 30.      | Holy Bananas!                                                                                           | 2:16     |          |          |          |          |          |          |          |
| 31.      | Squirming Evil                                                                                          | 1:54     |          |          |          |          |          |          |          |
| 32.      | Hand in Hand                                                                                            | 2:26     |          |          |          |          |          |          |          |
| 33.      | Kairi II                                                                                                | 1:02     |          |          |          |          |          |          |          |
| 34.      | Merlin's Magical House                                                                                  | 1:46     |          |          |          |          |          |          |          |
| 35.      | Winnie the Pooh (musique de Richard M. Sherman et Robert B. Sherman)                                    | 2:28     |          |          |          |          |          |          |          |
| 36.      | Bounce-O-Rama                                                                                           | 1:48     |          |          |          |          |          |          |          |
| 37.      | Just an Itty Bitty Too Much                                                                             | 0:40     |          |          |          |          |          |          |          |
| 38.      | Once Upon a Time                                                                                        | 0:21     |          |          |          |          |          |          |          |
| 39.      | Shipmeisters' Humoresque                                                                                | 2:11     |          |          |          |          |          |          |          |
| 40.      | Precious Stars in the Sky                                                                               | 1:08     |          |          |          |          |          |          |          |
| 41.      | Blast Away! -Gummi Ship II-                                                                             | 1:51     |          |          |          |          |          |          |          |
| 1:13:54  | |          |          |          |          |          |          |          |          |

| Disque 2 | Disque 2                                                             | Disque 2 | Disque 2 | Disque 2 | Disque 2 | Disque 2 | Disque 2 | Disque 2 | Disque 2 |
| No       | Titre                                                                | Durée    |          |          |          |          |          |          |          |
| -------- | -------------------------------------------------------------------- | -------- | -------- | -------- | -------- | -------- | -------- | -------- | -------- |
| 1.       | A Day in Agrabah                                                     | 2:23     |          |          |          |          |          |          |          |
| 2.       | Arabian Dream                                                        | 2:04     |          |          |          |          |          |          |          |
| 3.       | Villains of a Sort                                                   | 1:32     |          |          |          |          |          |          |          |
| 4.       | A Very Small Wish                                                    | 2:16     |          |          |          |          |          |          |          |
| 5.       | Monstrous Monstro                                                    | 1:56     |          |          |          |          |          |          |          |
| 6.       | Friends in My Heart                                                  | 1:30     |          |          |          |          |          |          |          |
| 7.       | Under the Sea (musique d'Alan Menken et Howard Ashman)               | 1:54     |          |          |          |          |          |          |          |
| 8.       | An Adventure in Atlantica                                            | 2:03     |          |          |          |          |          |          |          |
| 9.       | A Piece of Peace                                                     | 1:00     |          |          |          |          |          |          |          |
| 10.      | An Intense Situation                                                 | 0:48     |          |          |          |          |          |          |          |
| 11.      | The Deep End                                                         | 2:14     |          |          |          |          |          |          |          |
| 12.      | This is Halloween (musique de Danny Elfman)                          | 2:22     |          |          |          |          |          |          |          |
| 13.      | Spooks of Halloween Town                                             | 2:14     |          |          |          |          |          |          |          |
| 14.      | Oopsy-Daisy                                                          | 0:21     |          |          |          |          |          |          |          |
| 15.      | Captain Hook's Pirate Ship                                           | 2:06     |          |          |          |          |          |          |          |
| 16.      | Pirate's Gigue                                                       | 1:45     |          |          |          |          |          |          |          |
| 17.      | Never Land Sky                                                       | 1:26     |          |          |          |          |          |          |          |
| 18.      | Kairi III                                                            | 1:35     |          |          |          |          |          |          |          |
| 19.      | Blast Away! -Gummi Ship III-                                         | 1:51     |          |          |          |          |          |          |          |
| 20.      | Hollow Bastion                                                       | 2:26     |          |          |          |          |          |          |          |
| 21.      | Scherzo di notte                                                     | 1:49     |          |          |          |          |          |          |          |
| 22.      | Forze del male                                                       | 3:38     |          |          |          |          |          |          |          |
| 23.      | HIKARI -KINGDOM HEARTS Instrumental Version- (music by Hikaru Utada) | 1:10     |          |          |          |          |          |          |          |
| 24.      | Miracle                                                              | 0:16     |          |          |          |          |          |          |          |
| 25.      | End of the World                                                     | 3:14     |          |          |          |          |          |          |          |
| 26.      | Fragments of Sorrow                                                  | 2:18     |          |          |          |          |          |          |          |
| 27.      | Guardando nel Buio                                                   | 4:25     |          |          |          |          |          |          |          |
| 28.      | Beyond the Door                                                      | 1:08     |          |          |          |          |          |          |          |
| 29.      | Always on My Mind                                                    | 1:47     |          |          |          |          |          |          |          |
| 30.      | Hikari ((光) ; écrit et interprété par Hikaru Utada)                 | 5:03     |          |          |          |          |          |          |          |
| 31.      | March Caprice for Piano and Orchestra (arrangé par Kaoru Wada)       | 5:13     |          |          |          |          |          |          |          |
| 32.      | Hand in Hand -Reprise- (arrangé par Takahito Eguchi)                 | 0:55     |          |          |          |          |          |          |          |
| 33.      | Dearly Beloved -Reprise-                                             | 1:20     |          |          |          |          |          |          |          |
| 34.      | Having a Wild Time -Previous Version- (bonus track)                  | 1:11     |          |          |          |          |          |          |          |
| 35.      | Destati ("Awaken"; bonus track)                                      | 2:55     |          |          |          |          |          |          |          |
| 1:12:25  |                                                                      |          |          |          |          |          |          |          |          |

### Kingdom Hearts Final Mix Additional Tracks
Kingdom Hearts Final Mix Additional Tracks est un CD à part qui contient de nouveaux morceaux provenant de la nouvelle édition du premier jeu, Kingdom Hearts Final Mix. Il est sorti au Japon le 26 décembre 2002 chez Walt Disney Records.
| Liste des morceaux | Liste des morceaux                                                 | Liste des morceaux | Liste des morceaux | Liste des morceaux | Liste des morceaux | Liste des morceaux | Liste des morceaux | Liste des morceaux | Liste des morceaux |
| No                 | Titre                                                              | Durée              |                    |                    |                    |                    |                    |                    |                    |
| ------------------ | ------------------------------------------------------------------ | ------------------ | ------------------ | ------------------ | ------------------ | ------------------ | ------------------ | ------------------ | ------------------ |
| 1.                 | One-Winged Angel (de Final Fantasy VII) (musique de Nobuo Uematsu) | 3:52               |                    |                    |                    |                    |                    |                    |                    |
| 2.                 | Une nuit sur le mont Chauve (musique de Modeste Moussorgski)       | 4:07               |                    |                    |                    |                    |                    |                    |                    |
| 3.                 | Disappeared                                                        | 3:56               |                    |                    |                    |                    |                    |                    |                    |
| 4.                 | Another Side                                                       | 2:39               |                    |                    |                    |                    |                    |                    |                    |
| 14:34              |                                                                    |                    |                    |                    |                    |                    |                    |                    |                    |

### Kingdom Hearts II Original Soundtrack
L'album Kingdom Hearts II Original Soundtrack est la bande son officielle pour le jeu Kingdom Hearts II. Cet album contient des morceaux du jeu, composés et produits par Yoko Shimomura, ses principaux morceaux orchestraux ont été arrangés par Kaoru Wada et interprétés par l'Orchestre philharmonique de Tokyo. Le chant de la chanson Passion a été interprété par Hikaru Utada. La bande sonore est parue au Japon le 25 janvier 2006.
Ses morceaux ont reçu des critiques positives et G4TV a récompensé Kingdom Hearts II "Best Soundtrack" à la cérémonie G-Phoria de 2006. GameSpy a complimenté la bande son mais a déclaré qu'elle n'était pas aussi bien que celle du premier jeu. Game Informer a jugé la partition « inoubliable ». GameSpot qualifie la bande sonore de « superbe » et qu'elle renforçait l'expérience de jeu, il l'a également notée 9 sur 10.
Liste des morceaux
| Disque 1 | Disque 1                                                                                            | Disque 1 | Disque 1 | Disque 1 | Disque 1 | Disque 1 | Disque 1 | Disque 1 | Disque 1 |
| No       | Titre                                                                                               | Durée    |          |          |          |          |          |          |          |
| -------- | --------------------------------------------------------------------------------------------------- | -------- | -------- | -------- | -------- | -------- | -------- | -------- | -------- |
| 1.       | Dearly Beloved                                                                                      | 2:22     |          |          |          |          |          |          |          |
| 2.       | Passion -KINGDOM Orchestra Instrumental Version- (musique de Hikaru Utada, arrangée par Kaoru Wada) | 3:41     |          |          |          |          |          |          |          |
| 3.       | Passion ~opening version~ (écrit et interprété par Hikaru Utada)                                    | 4:26     |          |          |          |          |          |          |          |
| 4.       | Lazy Afternoons                                                                                     | 1:40     |          |          |          |          |          |          |          |
| 5.       | Sinister Sundown                                                                                    | 1:14     |          |          |          |          |          |          |          |
| 6.       | The Escapade                                                                                        | 1:17     |          |          |          |          |          |          |          |
| 7.       | Dive into the Heart -Destati- ("Awaken")                                                            | 1:49     |          |          |          |          |          |          |          |
| 8.       | Fragments of Sorrow                                                                                 | 1:16     |          |          |          |          |          |          |          |
| 9.       | Tension Rising                                                                                      | 1:34     |          |          |          |          |          |          |          |
| 10.      | Kairi                                                                                               | 0:54     |          |          |          |          |          |          |          |
| 11.      | Missing You                                                                                         | 1:53     |          |          |          |          |          |          |          |
| 12.      | The 13th Struggle                                                                                   | 1:44     |          |          |          |          |          |          |          |
| 13.      | Roxas                                                                                               | 1:18     |          |          |          |          |          |          |          |
| 14.      | Sora                                                                                                | 1:29     |          |          |          |          |          |          |          |
| 15.      | The Afternoon Streets                                                                               | 1:36     |          |          |          |          |          |          |          |
| 16.      | Working Together                                                                                    | 1:30     |          |          |          |          |          |          |          |
| 17.      | Friends in My Heart                                                                                 | 1:01     |          |          |          |          |          |          |          |
| 18.      | Magical Mystery                                                                                     | 0:52     |          |          |          |          |          |          |          |
| 19.      | A Twinkle in the Sky                                                                                | 0:57     |          |          |          |          |          |          |          |
| 20.      | Reviving Hollow Bastion                                                                             | 2:08     |          |          |          |          |          |          |          |
| 21.      | Scherzo di Notte ("Scherzo at Night")                                                               | 1:19     |          |          |          |          |          |          |          |
| 22.      | Laughter and Merriment                                                                              | 1:06     |          |          |          |          |          |          |          |
| 23.      | Desire for All That is Lost                                                                         | 1:26     |          |          |          |          |          |          |          |
| 24.      | Organization XIII                                                                                   | 1:22     |          |          |          |          |          |          |          |
| 25.      | Gearing Up                                                                                          | 0:58     |          |          |          |          |          |          |          |
| 26.      | Shipmeisters' Shanty                                                                                | 2:00     |          |          |          |          |          |          |          |
| 27.      | Blast Off!                                                                                          | 0:39     |          |          |          |          |          |          |          |
| 28.      | Asteroid Attack                                                                                     | 1:16     |          |          |          |          |          |          |          |
| 29.      | Crossing the Finish Line                                                                            | 0:41     |          |          |          |          |          |          |          |
| 30.      | Waltz of the Damned                                                                                 | 1:07     |          |          |          |          |          |          |          |
| 31.      | Dance of the Daring                                                                                 | 1:04     |          |          |          |          |          |          |          |
| 32.      | Hesitation                                                                                          | 1:10     |          |          |          |          |          |          |          |
| 33.      | Dance to the Death                                                                                  | 1:47     |          |          |          |          |          |          |          |
| 34.      | Beauty and the Beast (musique de Alan Menken et Howard Ashman)                                      | 0:46     |          |          |          |          |          |          |          |
| 35.      | The Home of Dragons                                                                                 | 1:32     |          |          |          |          |          |          |          |
| 36.      | Fields of Honor                                                                                     | 1:16     |          |          |          |          |          |          |          |
| 37.      | Apprehension                                                                                        | 1:17     |          |          |          |          |          |          |          |
| 38.      | Vim and Vigor                                                                                       | 1:28     |          |          |          |          |          |          |          |
| 39.      | Cloudchasers                                                                                        | 1:39     |          |          |          |          |          |          |          |
| 40.      | Olympus Coliseum                                                                                    | 1:39     |          |          |          |          |          |          |          |
| 41.      | The Underworld                                                                                      | 1:23     |          |          |          |          |          |          |          |
| 42.      | What Lies Beneath                                                                                   | 1:29     |          |          |          |          |          |          |          |
| 43.      | Villains of a Sort                                                                                  | 0:53     |          |          |          |          |          |          |          |
| 44.      | Rowdy Rumble                                                                                        | 1:32     |          |          |          |          |          |          |          |
| 45.      | Mickey Mouse Club March (musique de Jimmie Dodd)                                                    | 1:15     |          |          |          |          |          |          |          |
| 46.      | A Walk in Andante                                                                                   | 0:55     |          |          |          |          |          |          |          |
| 47.      | Monochrome Dreams                                                                                   | 1:04     |          |          |          |          |          |          |          |
| 48.      | Old Friends, Old Rivals                                                                             | 0:56     |          |          |          |          |          |          |          |
| 49.      | Floating In Bliss                                                                                   | 1:31     |          |          |          |          |          |          |          |
| 50.      | Winnie the Pooh (musique de Richard M. Sherman et Robert B. Sherman)                                | 1:38     |          |          |          |          |          |          |          |
| 51.      | Bounce-O-Rama (Speed Up Version)                                                                    | 1:39     |          |          |          |          |          |          |          |
| 1:14:28  | |          |          |          |          |          |          |          |          |

| Disque 2 | Disque 2                                                                                                 | Disque 2 | Disque 2 | Disque 2 | Disque 2 | Disque 2 | Disque 2 | Disque 2 | Disque 2 |
| No       | Titre | Durée    |          |          |          |          |          |          |          |
| -------- | --- | -------- | -------- | -------- | -------- | -------- | -------- | -------- | -------- |
| 1.       | Isn't It Lovely?                                                                                         | 1:42     |          |          |          |          |          |          |          |
| 2.       | Let's Sing and Dance!                                                                                    | 0:30     |          |          |          |          |          |          |          |
| 3.       | Swim This Way                                                                                            | 2:21     |          |          |          |          |          |          |          |
| 4.       | Part of Your World (musique d'Alan Menken, paroles d'Howard Ashman)                                      | 1:47     |          |          |          |          |          |          |          |
| 5.       | Under the Sea (musique d'Alan Menken, paroles d'Howard Ashman)                                           | 2:05     |          |          |          |          |          |          |          |
| 6.       | Ursula's Revenge                                                                                         | 2:15     |          |          |          |          |          |          |          |
| 7.       | A New Day is Dawning                                                                                     | 2:09     |          |          |          |          |          |          |          |
| 8.       | Nights of the Cursed                                                                                     | 1:56     |          |          |          |          |          |          |          |
| 9.       | He's a Pirate (musique de Klaus Badelt, Geoff Zanelli, et Hans Zimmer)                                   | 1:29     |          |          |          |          |          |          |          |
| 10.      | The Corrupted                                                                                            | 1:21     |          |          |          |          |          |          |          |
| 11.      | Hazardous Highway                                                                                        | 1:12     |          |          |          |          |          |          |          |
| 12.      | A Day in Agrabah                                                                                         | 1:51     |          |          |          |          |          |          |          |
| 13.      | Arabian Dream                                                                                            | 1:35     |          |          |          |          |          |          |          |
| 14.      | This is Halloween (musique de Danny Elfman)                                                              | 1:26     |          |          |          |          |          |          |          |
| 15.      | Spooks of Halloween Town                                                                                 | 1:20     |          |          |          |          |          |          |          |
| 16.      | Adventures in the Savannah                                                                               | 1:49     |          |          |          |          |          |          |          |
| 17.      | Savannah Pride                                                                                           | 1:20     |          |          |          |          |          |          |          |
| 18.      | The Encounter                                                                                            | 1:49     |          |          |          |          |          |          |          |
| 19.      | Space Paranoids                                                                                          | 1:42     |          |          |          |          |          |          |          |
| 20.      | Byte Bashing                                                                                             | 1:20     |          |          |          |          |          |          |          |
| 21.      | Sinister Shadows                                                                                         | 1:12     |          |          |          |          |          |          |          |
| 22.      | The 13th Dilemma                                                                                         | 1:59     |          |          |          |          |          |          |          |
| 23.      | Showdown at Hollow Bastion                                                                               | 0:48     |          |          |          |          |          |          |          |
| 24.      | One-Winged Angel (de Final Fantasy VII) (musique de Nobuo Uematsu)                                       | 2:12     |          |          |          |          |          |          |          |
| 25.      | Battleship Bravery                                                                                       | 1:42     |          |          |          |          |          |          |          |
| 26.      | Sacred Moon                                                                                              | 2:06     |          |          |          |          |          |          |          |
| 27.      | Deep Dive                                                                                                | 1:38     |          |          |          |          |          |          |          |
| 28.      | Riku | 1:16     |          |          |          |          |          |          |          |
| 29.      | Courage                                                                                                  | 0:53     |          |          |          |          |          |          |          |
| 30.      | Disappeared                                                                                              | 2:22     |          |          |          |          |          |          |          |
| 31.      | A Fight to the Death                                                                                     | 2:04     |          |          |          |          |          |          |          |
| 32.      | Darkness of the Unknown                                                                                  | 4:36     |          |          |          |          |          |          |          |
| 33.      | Passion ~after the battle~ (écrit et interprété par Hikaru Utada)                                        | 5:59     |          |          |          |          |          |          |          |
| 34.      | Fantasia alla Marcia for piano, chorus, and orchestra ("Fantasia on the March"; arrangée par Kaoru Wada) | 7:45     |          |          |          |          |          |          |          |
| 35.      | Destiny Islands                                                                                          | 1:10     |          |          |          |          |          |          |          |
| 36.      | Hand in Hand                                                                                             | 0:40     |          |          |          |          |          |          |          |
| 37.      | Sunset Horizons                                                                                          | 1:30     |          |          |          |          |          |          |          |
| 38.      | Dearly Beloved -Reprise-                                                                                 | 1:28     |          |          |          |          |          |          |          |
| 1:14:19  | |          |          |          |          |          |          |          |          |

### Kingdom Hearts Original Soundtrack Complete
Kingdom Hearts Original Soundtrack Complete est une compilation d'album des morceaux des trois jeux principaux de la série : Kingdom Hearts, Kingdom Hearts: Chain of Memories et Kingdom Hearts II. Le coffret contient des musiques composées et produites par Yoko Shimomura, et le principal thème orchestral arrangé par Kaoru Wada. L'album contient aussi des versions variées de morceaux jamais sorti, mais également des versions réarrangées des deux Final Mix releases and Re:Chain of Memories. Le coffret est sorti au Japon le 28 mars 2007.
La collection a des images imprimées sur chaque disque et comprend une brochure contenant de nouvelles illustrations dessinées par le directeur et dessinateur Tetsuya Nomura et des commentaires de la part de Yoko Shimomura. Un CD spécial contenant des illustrations de Sora et de Roxas est également paru et fait office de bonus. La bande son comprend neuf disques et 229 morceaux au total. Les disques 1 et 2 contiennent des morceaux inchangés de la  bande sonore originale alors que les disques 3 à 6 contiennent des morceaux plus longs et des boucles de Kingdom Hearts II Original Soundtrack. Les disques 7 et 8 contiennent des morceaux provenant de Kingdom Hearts Re:Chain of Memories alors que le disque 9 contient les morceaux bonus de Kingdom Hearts Final Mix et Kingdom Hearts II Final Mix.
Liste des morceaux
| Disque 1 | Disque 1                                                                                                | Disque 1 | Disque 1 | Disque 1 | Disque 1 | Disque 1 | Disque 1 | Disque 1 | Disque 1 |
| No       | Titre                                                                                                   | Durée    |          |          |          |          |          |          |          |
| -------- | --- | -------- | -------- | -------- | -------- | -------- | -------- | -------- | -------- |
| 1.       | Dearly Beloved                                                                                          | 1:13     |          |          |          |          |          |          |          |
| 2.       | Hikari -KINGDOM Orchestra Instrumental Version- ((光) musique de Hikaru Utada, arrangée par Kaoru Wada) | 3:42     |          |          |          |          |          |          |          |
| 3.       | Hikari -PLANITb Remix- (Short Edit) ((光) écrit et interprété par Hikaru Utada)                         | 2:31     |          |          |          |          |          |          |          |
| 4.       | Dive into the Heart -Destati- ("Awaken")                                                                | 4:57     |          |          |          |          |          |          |          |
| 5.       | Destiny Islands                                                                                         | 1:49     |          |          |          |          |          |          |          |
| 6.       | Bustin' Up on the Beach                                                                                 | 2:01     |          |          |          |          |          |          |          |
| 7.       | Mickey Mouse Club March (musique de Jimmie Dodd)                                                        | 1:02     |          |          |          |          |          |          |          |
| 8.       | Treasured Memories                                                                                      | 1:45     |          |          |          |          |          |          |          |
| 9.       | Strange Whispers                                                                                        | 0:55     |          |          |          |          |          |          |          |
| 10.      | Kairi I                                                                                                 | 1:19     |          |          |          |          |          |          |          |
| 11.      | It Began with a Letter                                                                                  | 1:32     |          |          |          |          |          |          |          |
| 12.      | A Walk in Andante                                                                                       | 1:18     |          |          |          |          |          |          |          |
| 13.      | Night of Fate                                                                                           | 2:06     |          |          |          |          |          |          |          |
| 14.      | Destiny's Force                                                                                         | 2:50     |          |          |          |          |          |          |          |
| 15.      | Where Is This?                                                                                          | 1:42     |          |          |          |          |          |          |          |
| 16.      | Traverse Town                                                                                           | 1:21     |          |          |          |          |          |          |          |
| 17.      | The Heartless Has Come                                                                                  | 0:54     |          |          |          |          |          |          |          |
| 18.      | Shrouding Dark Cloud                                                                                    | 2:15     |          |          |          |          |          |          |          |
| 19.      | Blast Away! -Gummi Ship I-                                                                              | 1:50     |          |          |          |          |          |          |          |
| 20.      | Tricksy Clock                                                                                           | 0:38     |          |          |          |          |          |          |          |
| 21.      | Welcome to Wonderland                                                                                   | 1:53     |          |          |          |          |          |          |          |
| 22.      | To Our Surprise                                                                                         | 2:14     |          |          |          |          |          |          |          |
| 23.      | Turning the Key                                                                                         | 0:16     |          |          |          |          |          |          |          |
| 24.      | Olympus Coliseum                                                                                        | 2:08     |          |          |          |          |          |          |          |
| 25.      | Road to a Hero                                                                                          | 1:30     |          |          |          |          |          |          |          |
| 26.      | Go for It!                                                                                              | 2:05     |          |          |          |          |          |          |          |
| 27.      | No Time to Think                                                                                        | 0:33     |          |          |          |          |          |          |          |
| 28.      | Deep Jungle                                                                                             | 3:00     |          |          |          |          |          |          |          |
| 29.      | Having a Wild Time                                                                                      | 2:25     |          |          |          |          |          |          |          |
| 30.      | Holy Bananas!                                                                                           | 2:16     |          |          |          |          |          |          |          |
| 31.      | Squirming Evil                                                                                          | 1:54     |          |          |          |          |          |          |          |
| 32.      | Hand in Hand                                                                                            | 2:26     |          |          |          |          |          |          |          |
| 33.      | Kairi II                                                                                                | 1:02     |          |          |          |          |          |          |          |
| 34.      | Merlin's Magical House                                                                                  | 1:46     |          |          |          |          |          |          |          |
| 35.      | Winnie the Pooh (musique de Richard M. Sherman et Robert B. Sherman)                                    | 2:28     |          |          |          |          |          |          |          |
| 36.      | Bounce-O-Rama                                                                                           | 1:48     |          |          |          |          |          |          |          |
| 37.      | Just an Itty Bitty Too Much                                                                             | 0:40     |          |          |          |          |          |          |          |
| 38.      | Once Upon a Time                                                                                        | 0:21     |          |          |          |          |          |          |          |
| 39.      | Shipmeisters' Humoresque                                                                                | 2:11     |          |          |          |          |          |          |          |
| 40.      | Precious Stars in the Sky                                                                               | 1:08     |          |          |          |          |          |          |          |
| 41.      | Blast Away! -Gummi Ship II-                                                                             | 1:50     |          |          |          |          |          |          |          |
| 1:14:28  | |          |          |          |          |          |          |          |          |

| Disque 2 | Disque 2                                                               | Disque 2 | Disque 2 | Disque 2 | Disque 2 | Disque 2 | Disque 2 | Disque 2 | Disque 2 |
| No       | Titre                                                                  | Durée    |          |          |          |          |          |          |          |
| -------- | ---------------------------------------------------------------------- | -------- | -------- | -------- | -------- | -------- | -------- | -------- | -------- |
| 1.       | A Day in Agrabah                                                       | 2:23     |          |          |          |          |          |          |          |
| 2.       | Arabian Dream                                                          | 2:04     |          |          |          |          |          |          |          |
| 3.       | Villains of a Sort                                                     | 1:32     |          |          |          |          |          |          |          |
| 4.       | A Very Small Wish                                                      | 2:16     |          |          |          |          |          |          |          |
| 5.       | Monstrous Monstro                                                      | 1:56     |          |          |          |          |          |          |          |
| 6.       | Friends in My Heart                                                    | 1:30     |          |          |          |          |          |          |          |
| 7.       | Under the Sea (musique de Alan Menken et Howard Ashman)                | 1:54     |          |          |          |          |          |          |          |
| 8.       | An Adventure in Atlantica                                              | 2:03     |          |          |          |          |          |          |          |
| 9.       | A Piece of Peace                                                       | 1:00     |          |          |          |          |          |          |          |
| 10.      | An Intense Situation                                                   | 0:48     |          |          |          |          |          |          |          |
| 11.      | The Deep End                                                           | 2:14     |          |          |          |          |          |          |          |
| 12.      | This is Halloween (musique de Danny Elfman)                            | 2:22     |          |          |          |          |          |          |          |
| 13.      | Spooks of Halloween Town                                               | 2:14     |          |          |          |          |          |          |          |
| 14.      | Oopsy-Daisy                                                            | 0:21     |          |          |          |          |          |          |          |
| 15.      | Captain Hook's Pirate Ship                                             | 2:06     |          |          |          |          |          |          |          |
| 16.      | Pirate's Gigue                                                         | 1:45     |          |          |          |          |          |          |          |
| 17.      | Never Land Sky                                                         | 1:26     |          |          |          |          |          |          |          |
| 18.      | Kairi III                                                              | 1:35     |          |          |          |          |          |          |          |
| 19.      | Blast Away! -Gummi Ship III-                                           | 1:51     |          |          |          |          |          |          |          |
| 20.      | Hollow Bastion                                                         | 2:26     |          |          |          |          |          |          |          |
| 21.      | Scherzo Di Notte                                                       | 1:49     |          |          |          |          |          |          |          |
| 22.      | Forze Del Male ("Forces of Evil")                                      | 3:38     |          |          |          |          |          |          |          |
| 23.      | HIKARI – KINGDOM HEARTS Instrumental Version (musique de Hikaru Utada) | 1:09     |          |          |          |          |          |          |          |
| 24.      | Miracle                                                                | 0:16     |          |          |          |          |          |          |          |
| 25.      | End of the World                                                       | 3:14     |          |          |          |          |          |          |          |
| 26.      | Fragments of Sorrow                                                    | 2:18     |          |          |          |          |          |          |          |
| 27.      | Guardando nel Buio                                                     | 4:24     |          |          |          |          |          |          |          |
| 28.      | Beyond the Door                                                        | 1:08     |          |          |          |          |          |          |          |
| 29.      | Always on My Mind                                                      | 1:47     |          |          |          |          |          |          |          |
| 30.      | Hikari ((光) écrit et interprété par Hikaru Utada)                     | 5:03     |          |          |          |          |          |          |          |
| 31.      | March Caprice for Piano and Orchestra (arrangée par Kaoru Wada)        | 5:13     |          |          |          |          |          |          |          |
| 32.      | Hand in Hand -Reprise-                                                 | 0:55     |          |          |          |          |          |          |          |
| 33.      | Dearly Beloved -Reprise-                                               | 1:20     |          |          |          |          |          |          |          |
| 34.      | Having a Wild Time -Previous Version- (bonus track)                    | 1:11     |          |          |          |          |          |          |          |
| 35.      | Destati ("Awaken"; bonus track)                                        | 2:55     |          |          |          |          |          |          |          |
| 1:12:25  |                                                                        |          |          |          |          |          |          |          |          |

| Disque 3 | Disque 3                                                                                            | Disque 3 | Disque 3 | Disque 3 | Disque 3 | Disque 3 | Disque 3 | Disque 3 | Disque 3 |
| No       | Titre                                                                                               | Durée    |          |          |          |          |          |          |          |
| -------- | --------------------------------------------------------------------------------------------------- | -------- | -------- | -------- | -------- | -------- | -------- | -------- | -------- |
| 1.       | Dearly Beloved                                                                                      | 4:18     |          |          |          |          |          |          |          |
| 2.       | Passion -KINGDOM Orchestra Instrumental Version- (musique de Hikaru Utada, arrangée par Kaoru Wada) | 3:43     |          |          |          |          |          |          |          |
| 3.       | Passion ~opening version~ (écrit et interprété par Hikaru Utada)                                    | 4:25     |          |          |          |          |          |          |          |
| 4.       | Lazy Afternoons                                                                                     | 3:10     |          |          |          |          |          |          |          |
| 5.       | Sinister Sundown                                                                                    | 2:08     |          |          |          |          |          |          |          |
| 6.       | The Escapade                                                                                        | 2:03     |          |          |          |          |          |          |          |
| 7.       | Dive into the Heart -Destati- ("Awaken")                                                            | 2:58     |          |          |          |          |          |          |          |
| 8.       | Fragments of Sorrow                                                                                 | 2:17     |          |          |          |          |          |          |          |
| 9.       | Tension Rising                                                                                      | 2:39     |          |          |          |          |          |          |          |
| 10.      | Kairi                                                                                               | 1:27     |          |          |          |          |          |          |          |
| 11.      | Missing You                                                                                         | 3:32     |          |          |          |          |          |          |          |
| 12.      | The 13th Struggle                                                                                   | 3:12     |          |          |          |          |          |          |          |
| 13.      | Roxas                                                                                               | 2:26     |          |          |          |          |          |          |          |
| 14.      | Sora                                                                                                | 2:22     |          |          |          |          |          |          |          |
| 15.      | The Afternoon Streets                                                                               | 2:58     |          |          |          |          |          |          |          |
| 16.      | Working Together                                                                                    | 2:32     |          |          |          |          |          |          |          |
| 17.      | Friends in my Heart                                                                                 | 1:45     |          |          |          |          |          |          |          |
| 18.      | Magical Mystery                                                                                     | 1:41     |          |          |          |          |          |          |          |
| 19.      | A Twinkle in the Sky                                                                                | 1:31     |          |          |          |          |          |          |          |
| 20.      | Reviving Hollow Bastion                                                                             | 3:26     |          |          |          |          |          |          |          |
| 21.      | Scherzo Di Notte                                                                                    | 2:05     |          |          |          |          |          |          |          |
| 22.      | Laughter and Merriment                                                                              | 1:54     |          |          |          |          |          |          |          |
| 23.      | Desire for All That Is Lost                                                                         | 2:33     |          |          |          |          |          |          |          |
| 24.      | Organization XIII                                                                                   | 2:32     |          |          |          |          |          |          |          |
| 1:03:51  | |          |          |          |          |          |          |          |          |

| Disque 4 | Disque 4                                                             | Disque 4 | Disque 4 | Disque 4 | Disque 4 | Disque 4 | Disque 4 | Disque 4 | Disque 4 |
| No       | Titre                                                                | Durée    |          |          |          |          |          |          |          |
| -------- | -------------------------------------------------------------------- | -------- | -------- | -------- | -------- | -------- | -------- | -------- | -------- |
| 1.       | Gearing Up                                                           | 1:40     |          |          |          |          |          |          |          |
| 2.       | Shipmeisters' Shanty                                                 | 3:43     |          |          |          |          |          |          |          |
| 3.       | Blast Off!                                                           | 0:45     |          |          |          |          |          |          |          |
| 4.       | Asteroid Attack                                                      | 2:10     |          |          |          |          |          |          |          |
| 5.       | Crossing the Finish Line                                             | 0:47     |          |          |          |          |          |          |          |
| 6.       | Waltz of the Damned                                                  | 2:06     |          |          |          |          |          |          |          |
| 7.       | Dance of the Daring                                                  | 1:52     |          |          |          |          |          |          |          |
| 8.       | Hesitation                                                           | 1:45     |          |          |          |          |          |          |          |
| 9.       | Dance to the Death                                                   | 2:48     |          |          |          |          |          |          |          |
| 10.      | Beauty and the Beast (musique d'Alan Menken et Howard Ashman)        | 0:47     |          |          |          |          |          |          |          |
| 11.      | The Home of Dragons                                                  | 2:46     |          |          |          |          |          |          |          |
| 12.      | Fields of Honor                                                      | 2:18     |          |          |          |          |          |          |          |
| 13.      | Apprehension                                                         | 2:00     |          |          |          |          |          |          |          |
| 14.      | Vim and Vigor                                                        | 2:32     |          |          |          |          |          |          |          |
| 15.      | Cloudchasers                                                         | 2:50     |          |          |          |          |          |          |          |
| 16.      | Olympus Coliseum                                                     | 2:50     |          |          |          |          |          |          |          |
| 17.      | Road to a Hero                                                       | 1:53     |          |          |          |          |          |          |          |
| 18.      | The Underworld                                                       | 2:24     |          |          |          |          |          |          |          |
| 19.      | What Lies Beneath                                                    | 2:17     |          |          |          |          |          |          |          |
| 20.      | Villains of a Sort                                                   | 1:13     |          |          |          |          |          |          |          |
| 21.      | Beneath the Ground                                                   | 1:48     |          |          |          |          |          |          |          |
| 22.      | Rowdy Rumble                                                         | 2:38     |          |          |          |          |          |          |          |
| 23.      | Mickey Mouse Club March                                              | 2:05     |          |          |          |          |          |          |          |
| 24.      | A Walk in Andante                                                    | 1:45     |          |          |          |          |          |          |          |
| 25.      | Monochrome Dreams                                                    | 1:48     |          |          |          |          |          |          |          |
| 26.      | Old Friends, Old Rivals                                              | 1:33     |          |          |          |          |          |          |          |
| 27.      | Floating in Bliss                                                    | 2:25     |          |          |          |          |          |          |          |
| 28.      | Winnie the Pooh (musique de Richard M. Sherman et Robert B. Sherman) | 2:31     |          |          |          |          |          |          |          |
| 29.      | Bounce-O-Rama                                                        | 1:54     |          |          |          |          |          |          |          |
| 30.      | Bounce-O-Rama (Speed Up Version)                                     | 3:01     |          |          |          |          |          |          |          |
| 1:03:10  |                                                                      |          |          |          |          |          |          |          |          |

| Disque 5 | Disque 5                                                               | Disque 5 | Disque 5 | Disque 5 | Disque 5 | Disque 5 | Disque 5 | Disque 5 | Disque 5 |
| No       | Titre                                                                  | Durée    |          |          |          |          |          |          |          |
| -------- | ---------------------------------------------------------------------- | -------- | -------- | -------- | -------- | -------- | -------- | -------- | -------- |
| 1.       | Isn't It Lovely?                                                       | 2:53     |          |          |          |          |          |          |          |
| 2.       | Let's Sing and Dance!                                                  | 0:30     |          |          |          |          |          |          |          |
| 3.       | Swim This Way                                                          | 2:21     |          |          |          |          |          |          |          |
| 4.       | Part of Your World (musique de Alan Menken, paroles de Howard Ashman)  | 1:47     |          |          |          |          |          |          |          |
| 5.       | Under the Sea (musique de Alan Menken, paroles de Howard Ashman)       | 2:06     |          |          |          |          |          |          |          |
| 6.       | Ursula's Revenge                                                       | 2:17     |          |          |          |          |          |          |          |
| 7.       | A New Day is Dawning                                                   | 2:10     |          |          |          |          |          |          |          |
| 8.       | Any Time Any Place                                                     | 0:18     |          |          |          |          |          |          |          |
| 9.       | Nights of the Cursed                                                   | 3:40     |          |          |          |          |          |          |          |
| 10.      | He's a Pirate (musique de Klaus Badelt, Geoff Zanelli, et Hans Zimmer) | 2:38     |          |          |          |          |          |          |          |
| 11.      | The Corrupted                                                          | 2:11     |          |          |          |          |          |          |          |
| 12.      | Hazardous Highway                                                      | 2:01     |          |          |          |          |          |          |          |
| 13.      | A Day in Agrabah                                                       | 2:46     |          |          |          |          |          |          |          |
| 14.      | Arabian Dream                                                          | 2:38     |          |          |          |          |          |          |          |
| 15.      | Arabian Daydream                                                       | 2:32     |          |          |          |          |          |          |          |
| 16.      | This is Halloween (musique de Danny Elfman)                            | 2:27     |          |          |          |          |          |          |          |
| 17.      | Spooks of Halloween Town                                               | 2:16     |          |          |          |          |          |          |          |
| 18.      | Adventures in the Savannah                                             | 3:02     |          |          |          |          |          |          |          |
| 19.      | Savannah Pride                                                         | 2:23     |          |          |          |          |          |          |          |
| 20.      | The Encounter                                                          | 2:55     |          |          |          |          |          |          |          |
| 21.      | Space Paranoids                                                        | 3:11     |          |          |          |          |          |          |          |
| 22.      | Byte Bashing                                                           | 2:20     |          |          |          |          |          |          |          |
| 23.      | Byte Striking                                                          | 2:07     |          |          |          |          |          |          |          |
| 24.      | Sinister Shadows                                                       | 2:03     |          |          |          |          |          |          |          |
| 25.      | The 13th Dilemma                                                       | 3:34     |          |          |          |          |          |          |          |
| 59:22    |                                                                        |          |          |          |          |          |          |          |          |

| Disque 6 | Disque 6                                                           | Disque 6 | Disque 6 | Disque 6 | Disque 6 | Disque 6 | Disque 6 | Disque 6 | Disque 6 |
| No       | Titre                                                              | Durée    |          |          |          |          |          |          |          |
| -------- | ------------------------------------------------------------------ | -------- | -------- | -------- | -------- | -------- | -------- | -------- | -------- |
| 1.       | Showdown at Hollow Bastion                                         | 0:48     |          |          |          |          |          |          |          |
| 2.       | One-Winged Angel (de Final Fantasy VII) (musique de Nobuo Uematsu) | 3:47     |          |          |          |          |          |          |          |
| 3.       | Battleship Bravery                                                 | 1:59     |          |          |          |          |          |          |          |
| 4.       | Sacred Moon                                                        | 3:47     |          |          |          |          |          |          |          |
| 5.       | Deep Dive                                                          | 2:53     |          |          |          |          |          |          |          |
| 6.       | Riku                                                               | 2:11     |          |          |          |          |          |          |          |
| 7.       | Courage                                                            | 1:22     |          |          |          |          |          |          |          |
| 8.       | Disappeared                                                        | 4:01     |          |          |          |          |          |          |          |
| 9.       | A Fight to the Death                                               | 3:35     |          |          |          |          |          |          |          |
| 10.      | Darkness of the Unknown                                            | 7:49     |          |          |          |          |          |          |          |
| 11.      | Passion ~after the battle~ (écrit et interprété par Hikaru Utada)  | 5:59     |          |          |          |          |          |          |          |
| 12.      | Fantasia alla Marcia for piano, chorus and orchestra               | 7:47     |          |          |          |          |          |          |          |
| 13.      | Destiny Islands                                                    | 1:11     |          |          |          |          |          |          |          |
| 14.      | Hand in Hand                                                       | 0:39     |          |          |          |          |          |          |          |
| 15.      | Sunset Horizons                                                    | 1:31     |          |          |          |          |          |          |          |
| 16.      | Dearly Beloved -Reprise-                                           | 2:43     |          |          |          |          |          |          |          |
| (52:13)  |                                                                    |          |          |          |          |          |          |          |          |

| Disque 7 | Disque 7                                                 | Disque 7 | Disque 7 | Disque 7 | Disque 7 | Disque 7 | Disque 7 | Disque 7 | Disque 7 |
| No       | Titre                                                    | Durée    |          |          |          |          |          |          |          |
| -------- | -------------------------------------------------------- | -------- | -------- | -------- | -------- | -------- | -------- | -------- | -------- |
| 1.       | Dearly Beloved                                           | 2:22     |          |          |          |          |          |          |          |
| 2.       | Memories in Pieces                                       | 1:54     |          |          |          |          |          |          |          |
| 3.       | Traverse Town                                            | 1:28     |          |          |          |          |          |          |          |
| 4.       | Hand in Hand                                             | 2:41     |          |          |          |          |          |          |          |
| 5.       | Just Wondering                                           | 1:14     |          |          |          |          |          |          |          |
| 6.       | Struggle Away                                            | 2:15     |          |          |          |          |          |          |          |
| 7.       | Welcome to Wonderland                                    | 2:05     |          |          |          |          |          |          |          |
| 8.       | To Our Surprise                                          | 2:24     |          |          |          |          |          |          |          |
| 9.       | Piccolo Resto                                            | 1:20     |          |          |          |          |          |          |          |
| 10.      | Olympus Coliseum                                         | 2:17     |          |          |          |          |          |          |          |
| 11.      | Go for It!                                               | 2:16     |          |          |          |          |          |          |          |
| 12.      | Disquieting                                              | 1:54     |          |          |          |          |          |          |          |
| 13.      | The Fight for My Friends                                 | 2:57     |          |          |          |          |          |          |          |
| 14.      | A Day in Agrabah                                         | 2:17     |          |          |          |          |          |          |          |
| 15.      | Arabian Dream                                            | 2:13     |          |          |          |          |          |          |          |
| 16.      | A Very Small Wish                                        | 2:22     |          |          |          |          |          |          |          |
| 17.      | Monstrous Monstro                                        | 2:03     |          |          |          |          |          |          |          |
| 18.      | La Pace                                                  | 1:29     |          |          |          |          |          |          |          |
| 19.      | This is Halloween (musique de Danny Elfman)              | 2:32     |          |          |          |          |          |          |          |
| 20.      | Spooks of Halloween Town                                 | 2:22     |          |          |          |          |          |          |          |
| 21.      | The 13th Floor                                           | 1:47     |          |          |          |          |          |          |          |
| 22.      | Under the Sea (musique de Alan Menken and Howard Ashman) | 2:06     |          |          |          |          |          |          |          |
| 23.      | An Adventure In Atlantica                                | 2:10     |          |          |          |          |          |          |          |
| 24.      | Face It!                                                 | 1:06     |          |          |          |          |          |          |          |
| 25.      | The Force in You                                         | 2:12     |          |          |          |          |          |          |          |
| (52:02)  |                                                          |          |          |          |          |          |          |          |          |

| Disque 8 | Disque 8                                                             | Disque 8 | Disque 8 | Disque 8 | Disque 8 | Disque 8 | Disque 8 | Disque 8 | Disque 8 |
| No       | Titre                                                                | Durée    |          |          |          |          |          |          |          |
| -------- | -------------------------------------------------------------------- | -------- | -------- | -------- | -------- | -------- | -------- | -------- | -------- |
| 1.       | Captain Hook's Pirate Ship                                           | 2:16     |          |          |          |          |          |          |          |
| 2.       | Pirate's Gigue                                                       | 1:57     |          |          |          |          |          |          |          |
| 3.       | Scent of Silence                                                     | 1:57     |          |          |          |          |          |          |          |
| 4.       | Hollow Bastion                                                       | 2:32     |          |          |          |          |          |          |          |
| 5.       | Scherzo Di Notte                                                     | 2:01     |          |          |          |          |          |          |          |
| 6.       | Revenge of Chaos                                                     | 2:17     |          |          |          |          |          |          |          |
| 7.       | Winnie the Pooh (musique de Richard M. Sherman et Robert B. Sherman) | 2:32     |          |          |          |          |          |          |          |
| 8.       | March-A-Long                                                         | 2:28     |          |          |          |          |          |          |          |
| 9.       | Dash-A-Long                                                          | 2:19     |          |          |          |          |          |          |          |
| 10.      | Thirteenth Discretion                                                | 1:12     |          |          |          |          |          |          |          |
| 11.      | The 13th Struggle                                                    | 2:29     |          |          |          |          |          |          |          |
| 12.      | Lazy Afternoons                                                      | 3:19     |          |          |          |          |          |          |          |
| 13.      | Sinister Sundown                                                     | 2:13     |          |          |          |          |          |          |          |
| 14.      | Destiny Islands                                                      | 2:40     |          |          |          |          |          |          |          |
| 15.      | Night of Fate                                                        | 2:31     |          |          |          |          |          |          |          |
| 16.      | Naminé                                                               | 2:15     |          |          |          |          |          |          |          |
| 17.      | Castle Oblivion                                                      | 3:23     |          |          |          |          |          |          |          |
| 18.      | Forgotten Challenge                                                  | 2:29     |          |          |          |          |          |          |          |
| 19.      | Graceful Assassin                                                    | 2:38     |          |          |          |          |          |          |          |
| 20.      | Scythe of Petals                                                     | 3:16     |          |          |          |          |          |          |          |
| 21.      | Lord of the Castle                                                   | 4:33     |          |          |          |          |          |          |          |
| 53:32    |                                                                      |          |          |          |          |          |          |          |          |

| Disque 9 | Disque 9                                                           | Disque 9 | Disque 9 | Disque 9 | Disque 9 | Disque 9 | Disque 9 | Disque 9 | Disque 9 |
| No       | Titre                                                              | Durée    |          |          |          |          |          |          |          |
| -------- | ------------------------------------------------------------------ | -------- | -------- | -------- | -------- | -------- | -------- | -------- | -------- |
| 1.       | One-Winged Angel (de Final Fantasy VII) (musique de Nobuo Uematsu) | 3:52     |          |          |          |          |          |          |          |
| 2.       | Une nuit sur le mont Chauve (musique de Modeste Moussorgski)       | 4:07     |          |          |          |          |          |          |          |
| 3.       | Disappeared                                                        | 3:56     |          |          |          |          |          |          |          |
| 4.       | Another Side                                                       | 2:42     |          |          |          |          |          |          |          |
| 5.       | What A Surprise?!                                                  | 2:42     |          |          |          |          |          |          |          |
| 6.       | Happy Holidays!                                                    | 2:30     |          |          |          |          |          |          |          |
| 7.       | The 13th Reflection                                                | 3:46     |          |          |          |          |          |          |          |
| 8.       | Cavern of Remembrance                                              | 3:25     |          |          |          |          |          |          |          |
| 9.       | Deep Anxiety                                                       | 2:15     |          |          |          |          |          |          |          |
| 10.      | The Other Promise                                                  | 4:36     |          |          |          |          |          |          |          |
| 11.      | Rage Awakened                                                      | 3:44     |          |          |          |          |          |          |          |
| 12.      | Fate of the Unknown                                                | 3:26     |          |          |          |          |          |          |          |
| 41:08    |                                                                    |          |          |          |          |          |          |          |          |

### Kingdom Hearts Au Piano
Le 27 mai 2009, Square Enix a sorti une collection de musiques de la licence Kingdom Hearts réarrangés pour piano. Les morceaux font partie des plus populaires et ont été choisis par des membres du site internet musical de Square Enix. Le 2 avril 2009, un petit concert a eu lieu à Tokyo pour présenter l'album. Les spectateurs ont été tirés au sort sur le site des membres de Square Enix. Le compositeur Yoko Shimomura décrit l'album comme un ensemble de solos de piano faciles à écouter. Les morceaux 5 à 8 sont une sonate sur les différents thèmes de la série.
The Other Promise et Roxas sont utilisés pour des cinématiques de Kingdom Hearts Re:coded in Kingdom Hearts HD 2.5 ReMIX. Les arrangements de The Piano Collections de Dearly Beloved est aussi contenu dans les écrans de sélection de Kingdom Hearts HD 1.5 ReMIX, 2.5 ReMIX, 2.8 Final Chapter Prologue, et Kingdom Hearts HD 1.5+2.5 ReMIX.
Liste des morceaux
| Liste des morceaux | Liste des morceaux                        | Liste des morceaux | Liste des morceaux | Liste des morceaux | Liste des morceaux | Liste des morceaux | Liste des morceaux | Liste des morceaux | Liste des morceaux |
| No                 | Titre                                     | Durée              |                    |                    |                    |                    |                    |                    |                    |
| ------------------ | ----------------------------------------- | ------------------ | ------------------ | ------------------ | ------------------ | ------------------ | ------------------ | ------------------ | ------------------ |
| 1.                 | Dearly Beloved                            | 2:35               |                    |                    |                    |                    |                    |                    |                    |
| 2.                 | Traverse Town                             | 3:37               |                    |                    |                    |                    |                    |                    |                    |
| 3.                 | Hand in Hand                              | 2:48               |                    |                    |                    |                    |                    |                    |                    |
| 4.                 | Missing You ~ Naminé                      | 4:39               |                    |                    |                    |                    |                    |                    |                    |
| 5.                 | 1st Mov.: Sora – Allegro con brio         | 4:18               |                    |                    |                    |                    |                    |                    |                    |
| 6.                 | 2nd Mov.: Kairi – Andante sostenuto       | 3:04               |                    |                    |                    |                    |                    |                    |                    |
| 7.                 | 3rd Mov.: Riku – Scherzo e Intermezzo     | 4:27               |                    |                    |                    |                    |                    |                    |                    |
| 8.                 | Finale: Working Together – Allegro vivace | 3:31               |                    |                    |                    |                    |                    |                    |                    |
| 9.                 | The 13th Side                             | 4:16               |                    |                    |                    |                    |                    |                    |                    |
| 10.                | Roxas                                     | 2:36               |                    |                    |                    |                    |                    |                    |                    |
| 11.                | The Other Promise                         | 4:40               |                    |                    |                    |                    |                    |                    |                    |
| 12.                | Concert Paraphrase on Dearly Beloved      | 4:06               |                    |                    |                    |                    |                    |                    |                    |
| 44:37              |                                           |                    |                    |                    |                    |                    |                    |                    |                    |

### Piano Collections Kingdom Hearts Field & Battle
Modèle:Infobox album Piano Collections Kingdom Hearts Field & Battle est la seconde compilation de musiques de la série des Kingdom Hearts arrangées pour un piano seul par Sachiko Miyano et Natsumi Kameoka. contrairement au premier album qui contient la plupart des thèmes des personnages et des musiques d'ambiance. Cette compilation contient des morceaux de batailles et mondes. Square Enix l'a annoncé au Tokyo Game Show de 2009, ils l'ont sorti au Japon le 13 janvier 2010.
Liste des morceaux
| Liste des morceaux | Liste des morceaux                       | Liste des morceaux | Liste des morceaux | Liste des morceaux | Liste des morceaux | Liste des morceaux | Liste des morceaux | Liste des morceaux | Liste des morceaux |
| No                 | Titre                                    | Durée              |                    |                    |                    |                    |                    |                    |                    |
| ------------------ | ---------------------------------------- | ------------------ | ------------------ | ------------------ | ------------------ | ------------------ | ------------------ | ------------------ | ------------------ |
| 1.                 | Scherzo Caprice on a Theme of Never Land | 3:49               |                    |                    |                    |                    |                    |                    |                    |
| 2.                 | Sinister Sundown                         | 3:16               |                    |                    |                    |                    |                    |                    |                    |
| 3.                 | Wonderland's Surprises                   | 4:12               |                    |                    |                    |                    |                    |                    |                    |
| 4.                 | Lazy Afternoons                          | 4:10               |                    |                    |                    |                    |                    |                    |                    |
| 5.                 | Night of Fate                            | 4:03               |                    |                    |                    |                    |                    |                    |                    |
| 6.                 | A Very Small Wish – Monstrous Monstro    | 3:49               |                    |                    |                    |                    |                    |                    |                    |
| 7.                 | Hollow Bastion                           | 3:53               |                    |                    |                    |                    |                    |                    |                    |
| 8.                 | Medley of Conflict                       | 4:19               |                    |                    |                    |                    |                    |                    |                    |
| 9.                 | Musique pour la tristesse de Xion        | 5:35               |                    |                    |                    |                    |                    |                    |                    |
| 37:46              |                                          |                    |                    |                    |                    |                    |                    |                    |                    |

### Kingdom Hearts Birth by Sleep & 358/2 Days Original Soundtrack
Kingdom Hearts Birth by Sleep & 358/2 Days Original Soundtrack  est un album composé de 3 disques des musiques des jeux Kingdom Hearts Birth by Sleep et Kingdom Hearts 358/2 Days ainsi que Kingdom Hearts Re:coded, tous composés par Yoko Shimomura. Il est sorti le 2 février 2011. Les deux premiers disques comprennent les musiques de  Birth by Sleep, et le dernier disque les musiques provenant de 358/2 Days (pistes 1 à 13), Re:coded (pistes 14 à 20) et Birth by Sleep: Final Mix (pistes 21 à 27). Des morceaux de 358/2 Days et Re:coded sont en forme orchestrale et n'ont pas été numérisés comme dans les versions originales des jeux.
Liste des morceaux
| Disque 1 | Disque 1                                                  | Disque 1 | Disque 1 | Disque 1 | Disque 1 | Disque 1 | Disque 1 | Disque 1 | Disque 1 |
| No       | Titre                                                     | Durée    |          |          |          |          |          |          |          |
| -------- | --------------------------------------------------------- | -------- | -------- | -------- | -------- | -------- | -------- | -------- | -------- |
| 1.       | Dearly Beloved                                            | 5:24     |          |          |          |          |          |          |          |
| 2.       | The Key of Light                                          | 2:28     |          |          |          |          |          |          |          |
| 3.       | The Promised Beginning                                    | 3:06     |          |          |          |          |          |          |          |
| 4.       | Future Masters                                            | 2:29     |          |          |          |          |          |          |          |
| 5.       | Shaded Truths                                             | 2:52     |          |          |          |          |          |          |          |
| 6.       | Tears of the Light                                        | 3:19     |          |          |          |          |          |          |          |
| 7.       | Terra                                                     | 1:40     |          |          |          |          |          |          |          |
| 8.       | Xehanort                                                  | 2:10     |          |          |          |          |          |          |          |
| 9.       | The Worlds                                                | 2:05     |          |          |          |          |          |          |          |
| 10.      | The Secret Whispers                                       | 3:26     |          |          |          |          |          |          |          |
| 11.      | Risky Romp                                                | 2:31     |          |          |          |          |          |          |          |
| 12.      | Innocent Times                                            | 1:14     |          |          |          |          |          |          |          |
| 13.      | Drops of Poison                                           | 2:27     |          |          |          |          |          |          |          |
| 14.      | Bibbidi-Bobbidi-Boo (musique de Al Hoffman et Mack David) | 2:01     |          |          |          |          |          |          |          |
| 15.      | Castle Escapade                                           | 1:59     |          |          |          |          |          |          |          |
| 16.      | Peaceful Hearts                                           | 1:45     |          |          |          |          |          |          |          |
| 17.      | Extreme Encounters                                        | 2:44     |          |          |          |          |          |          |          |
| 18.      | Dearly Dreams                                             | 3:06     |          |          |          |          |          |          |          |
| 19.      | Dice and Shine                                            | 2:04     |          |          |          |          |          |          |          |
| 20.      | Unforgettable                                             | 3:14     |          |          |          |          |          |          |          |
| 21.      | The Silent Forest                                         | 2:48     |          |          |          |          |          |          |          |
| 22.      | The Rustling Forest                                       | 2:12     |          |          |          |          |          |          |          |
| 23.      | The Tumbling                                              | 3:15     |          |          |          |          |          |          |          |
| 24.      | Ventus                                                    | 3:06     |          |          |          |          |          |          |          |
| 25.      | Enter the Darkness                                        | 4:44     |          |          |          |          |          |          |          |
| 26.      | Radiant Garden                                            | 3:23     |          |          |          |          |          |          |          |
| 27.      | Black Garden                                              | 2:19     |          |          |          |          |          |          |          |
| 28.      | Black Powder                                              | 2:43     |          |          |          |          |          |          |          |
| 1:16:34  |                                                           |          |          |          |          |          |          |          |          |

| Disque 2 | Disque 2                                                                | Disque 2 | Disque 2 | Disque 2 | Disque 2 | Disque 2 | Disque 2 | Disque 2 | Disque 2 |
| No       | Titre                                                                   | Durée    |          |          |          |          |          |          |          |
| -------- | ----------------------------------------------------------------------- | -------- | -------- | -------- | -------- | -------- | -------- | -------- | -------- |
| 1.       | Eternal Moments                                                         | 3:30     |          |          |          |          |          |          |          |
| 2.       | Mickey Mouse March (musique de Jimmie Dodd)                             | 2:07     |          |          |          |          |          |          |          |
| 3.       | Up Down Adventure                                                       | 2:53     |          |          |          |          |          |          |          |
| 4.       | Hero or Heel?                                                           | 1:31     |          |          |          |          |          |          |          |
| 5.       | It's a Small World (musique de Richard M. Sherman et Robert B. Sherman) | 2:24     |          |          |          |          |          |          |          |
| 6.       | Dessert?Paradise                                                        | 1:58     |          |          |          |          |          |          |          |
| 7.       | Fresh Fruits Balls                                                      | 2:26     |          |          |          |          |          |          |          |
| 8.       | Go! Go! Rumble Racer                                                    | 2:33     |          |          |          |          |          |          |          |
| 9.       | Big Race                                                                | 1:00     |          |          |          |          |          |          |          |
| 10.      | Cheers for the Brave                                                    | 2:17     |          |          |          |          |          |          |          |
| 11.      | A Date with Fate                                                        | 2:18     |          |          |          |          |          |          |          |
| 12.      | Hau'oli, Hau'oli ("Happy, Happy")                                       | 2:38     |          |          |          |          |          |          |          |
| 13.      | Mkaukau? ("Are You Ready?")                                             | 2:49     |          |          |          |          |          |          |          |
| 14.      | Daydream upon Neverland                                                 | 3:13     |          |          |          |          |          |          |          |
| 15.      | Neverland's Scherzo                                                     | 3:01     |          |          |          |          |          |          |          |
| 16.      | Keyblade Graveyard Horizon                                              | 2:55     |          |          |          |          |          |          |          |
| 17.      | Unbreakable Chains                                                      | 5:21     |          |          |          |          |          |          |          |
| 18.      | The Key of Darkness                                                     | 2:37     |          |          |          |          |          |          |          |
| 19.      | Rage Awakened -The Origin-                                              | 3:32     |          |          |          |          |          |          |          |
| 20.      | Aqua                                                                    | 2:52     |          |          |          |          |          |          |          |
| 21.      | Dismiss                                                                 | 4:38     |          |          |          |          |          |          |          |
| 22.      | The Key                                                                 | 2:40     |          |          |          |          |          |          |          |
| 23.      | Enter the Void                                                          | 5:07     |          |          |          |          |          |          |          |
| 24.      | Destiny's Union                                                         | 2:44     |          |          |          |          |          |          |          |
| 25.      | Birth by Sleep -A Link to the Future-                                   | 7:30     |          |          |          |          |          |          |          |
| 1:16:34  |                                                                         |          |          |          |          |          |          |          |          |

| Disque 3 | Disque 3                          | Disque 3 | Disque 3 | Disque 3 | Disque 3 | Disque 3 | Disque 3 | Disque 3 | Disque 3 |
| No       | Titre                             | Durée    |          |          |          |          |          |          |          |
| -------- | --------------------------------- | -------- | -------- | -------- | -------- | -------- | -------- | -------- | -------- |
| 1.       | Dearly Beloved                    | 2:55     |          |          |          |          |          |          |          |
| 2.       | Results and Rewards               | 0:56     |          |          |          |          |          |          |          |
| 3.       | Mystic Moon                       | 3:40     |          |          |          |          |          |          |          |
| 4.       | Critical Drive                    | 2:56     |          |          |          |          |          |          |          |
| 5.       | Sacred Moon                       | 3:13     |          |          |          |          |          |          |          |
| 6.       | Musique pour la tristesse de Xion | 3:59     |          |          |          |          |          |          |          |
| 7.       | Xemnus                            | 2:26     |          |          |          |          |          |          |          |
| 8.       | Secret of Neverland               | 1:54     |          |          |          |          |          |          |          |
| 9.       | Crossing to Neverland             | 2:18     |          |          |          |          |          |          |          |
| 10.      | At Dusk, I Will Think of You...   | 4:00     |          |          |          |          |          |          |          |
| 11.      | Fight and Away                    | 2:17     |          |          |          |          |          |          |          |
| 12.      | Vector to the Heavens             | 3:51     |          |          |          |          |          |          |          |
| 13.      | Another Side -Battle Ver.-        | 3:02     |          |          |          |          |          |          |          |
| 14.      | Dearly Beloved                    | 2:57     |          |          |          |          |          |          |          |
| 15.      | On the Debug!!                    | 0:46     |          |          |          |          |          |          |          |
| 16.      | Wonder of Electron                | 2:21     |          |          |          |          |          |          |          |
| 17.      | No More Bugs!!                    | 3:18     |          |          |          |          |          |          |          |
| 18.      | Wonder of Electron -Bug Ver.-     | 2:20     |          |          |          |          |          |          |          |
| 19.      | No More Bugs!! -Bug Ver.-         | 3:17     |          |          |          |          |          |          |          |
| 20.      | Pretty Pretty Abilities           | 3:03     |          |          |          |          |          |          |          |
| 21.      | Dark Impetus                      | 4:55     |          |          |          |          |          |          |          |
| 22.      | Monstrous Monstro -Arena Ver.-    | 2:08     |          |          |          |          |          |          |          |
| 23.      | Night in the Dark Dream           | 3:22     |          |          |          |          |          |          |          |
| 24.      | Night of Tragedy                  | 1:58     |          |          |          |          |          |          |          |
| 25.      | Hunter of the Dark                | 2:50     |          |          |          |          |          |          |          |
| 26.      | Master, Tell Me the Truth         | 3:00     |          |          |          |          |          |          |          |
| 27.      | Forze dell'Oscurita               | 5:04     |          |          |          |          |          |          |          |
| 1:18:46  |                                   |          |          |          |          |          |          |          |          |

### Kingdom Hearts Dream Drop Distance Original Soundtrack
L'album Kingdom Hearts Dream Drop Distance Original Soundtrack contient les musiques du jeu Kingdom Hearts 3D: Dream Drop Distance, regroupées en 3 disques, sortis le 18 avril 2012. Cet ensemble est différent des autres car il contient des collaborations entre les compositeurs Yoko Shimomura, Takeharu Ishimoto, et Tsuyoshi Sekito. Parmi ces chansons, sont comprises des pistes du jeu The World Ends with You, composées par Ishimoto, qui a également remixé des morceaux provenant du jeu Dream Drop Distance. Les arrangements pour orchestre ont été produits par Kaoru Wada.
Liste des morceaux
| Disque 1 | Disque 1                                 | Disque 1 | Disque 1 | Disque 1 | Disque 1 | Disque 1 | Disque 1 | Disque 1 | Disque 1 |
| No       | Titre                                    | Durée    |          |          |          |          |          |          |          |
| -------- | ---------------------------------------- | -------- | -------- | -------- | -------- | -------- | -------- | -------- | -------- |
| 1.       | Dearly Beloved (arrangée par Kaoru Wada) | 2:43     |          |          |          |          |          |          |          |
| 2.       | Storm Diver                              | 2:38     |          |          |          |          |          |          |          |
| 3.       | TWISTER -KINGDOM MIX-                    | 4:50     |          |          |          |          |          |          |          |
| 4.       | Traverse in Trance                       | 4:55     |          |          |          |          |          |          |          |
| 5.       | Hand to Hand                             | 2:32     |          |          |          |          |          |          |          |
| 6.       | Dream Eaters                             | 2:59     |          |          |          |          |          |          |          |
| 7.       | CALLING -KINGDOM MIX-                    | 4:05     |          |          |          |          |          |          |          |
| 8.       | UNTAMABLE                                | 3:26     |          |          |          |          |          |          |          |
| 9.       | SOMEDAY -KINGDOM MIX-                    | 4:54     |          |          |          |          |          |          |          |
| 10.      | The World of Dream Drops                 | 2:22     |          |          |          |          |          |          |          |
| 11.      | Le Sanctuaire ("Sanctuary")              | 3:05     |          |          |          |          |          |          |          |
| 12.      | La Cloche ("The Bell")                   | 3:37     |          |          |          |          |          |          |          |
| 13.      | Sweet Spirits                            | 1:33     |          |          |          |          |          |          |          |
| 14.      | Majestic Wings                           | 3:47     |          |          |          |          |          |          |          |
| 15.      | Ever After                               | 2:18     |          |          |          |          |          |          |          |
| 16.      | Wild Blue                                | 2:55     |          |          |          |          |          |          |          |
| 52:39    |                                          |          |          |          |          |          |          |          |          |

| Disque 2 | Disque 2            | Disque 2 | Disque 2 | Disque 2 | Disque 2 | Disque 2 | Disque 2 | Disque 2 | Disque 2 |
| No       | Titre               | Durée    |          |          |          |          |          |          |          |
| -------- | ------------------- | -------- | -------- | -------- | -------- | -------- | -------- | -------- | -------- |
| 1.       | Access the Grid     | 4:34     |          |          |          |          |          |          |          |
| 2.       | Digital Domination  | 6:31     |          |          |          |          |          |          |          |
| 3.       | The Nightmare       | 3:12     |          |          |          |          |          |          |          |
| 4.       | Rinzler Recompiled  | 3:24     |          |          |          |          |          |          |          |
| 5.       | Keyblade Cycle      | 4:55     |          |          |          |          |          |          |          |
| 6.       | Gigabyte Mantis     | 3:46     |          |          |          |          |          |          |          |
| 7.       | The Fun Fair        | 3:32     |          |          |          |          |          |          |          |
| 8.       | Prankster's Party   | 2:18     |          |          |          |          |          |          |          |
| 9.       | Broken Reality      | 2:18     |          |          |          |          |          |          |          |
| 10.      | Ice-hot Lobster     | 3:15     |          |          |          |          |          |          |          |
| 11.      | The Dream           | 2:03     |          |          |          |          |          |          |          |
| 12.      | Ready to Rush       | 1:43     |          |          |          |          |          |          |          |
| 13.      | Dream Matchup       | 4:22     |          |          |          |          |          |          |          |
| 14.      | One for All         | 2:56     |          |          |          |          |          |          |          |
| 15.      | All for One         | 2:51     |          |          |          |          |          |          |          |
| 16.      | The Flick Finalist  | 2:49     |          |          |          |          |          |          |          |
| 17.      | Victor's Pride      | 1:29     |          |          |          |          |          |          |          |
| 18.      | Xigbar              | 1:49     |          |          |          |          |          |          |          |
| 19.      | Distant from You... | 4:46     |          |          |          |          |          |          |          |
| 20.      | Sacred Distance     | 3:46     |          |          |          |          |          |          |          |
| 21.      | Deep Drop           | 3:35     |          |          |          |          |          |          |          |
| 1:09:54  |                     |          |          |          |          |          |          |          |          |

| Disque 3 | Disque 3                                                                    | Disque 3 | Disque 3 | Disque 3 | Disque 3 | Disque 3 | Disque 3 | Disque 3 | Disque 3 |
| No       | Titre                                                                       | Durée    |          |          |          |          |          |          |          |
| -------- | --------------------------------------------------------------------------- | -------- | -------- | -------- | -------- | -------- | -------- | -------- | -------- |
| 1.       | L'Oscurità dell'Ignoto                                                      | 4:34     |          |          |          |          |          |          |          |
| 2.       | Xehanort – The Early Years                                                  | 2:10     |          |          |          |          |          |          |          |
| 3.       | The Dread of Night                                                          | 3:39     |          |          |          |          |          |          |          |
| 4.       | L'Eminenza Oscura I                                                         | 4:12     |          |          |          |          |          |          |          |
| 5.       | L'Eminenza Oscura II                                                        | 4:21     |          |          |          |          |          |          |          |
| 6.       | L'Impeto Oscuro                                                             | 4:58     |          |          |          |          |          |          |          |
| 7.       | My Heart's Descent (arrangée par Tsuyoshi Sekito)                           | 3:03     |          |          |          |          |          |          |          |
| 8.       | The Eye of Darkness (arrangée par Tsuyoshi Sekito)                          | 3:18     |          |          |          |          |          |          |          |
| 9.       | Link to All                                                                 | 2:38     |          |          |          |          |          |          |          |
| 10.      | Sora                                                                        | 2:30     |          |          |          |          |          |          |          |
| 11.      | Dream Drop Distance -The Next Awakening- (arrangée par Kaoru Wada)          | 8:57     |          |          |          |          |          |          |          |
| 12.      | Symphonie No. 6 « Pastorale » (musique originale de Ludwig van Beethoven)   | 9:09     |          |          |          |          |          |          |          |
| 13.      | L'Apprenti Sorcier (musique originale de Paul Dukas)                        | 10:58    |          |          |          |          |          |          |          |
| 14.      | Casse-Noisette, Suite Op. 7 (musique originale de Piotr Ilitch Tchaïkovski) | 9:57     |          |          |          |          |          |          |          |
| 15.      | Une nuit sur le mont Chauve (musique originale de Modeste Moussorgski)      | 4:19     |          |          |          |          |          |          |          |
| 1:18:43  |                                                                             |          |          |          |          |          |          |          |          |

### Kingdom Hearts 10th Anniversary Fan Selection: Melodies & Memories
Kingdom Hearts 10th Anniversary Fan Selection: Melodies & Memories est un double album créé pour commémorer les 10 ans de la série. Les musiques se trouvant dans l'album ont été choisies par des fans sur le site officiel de la licence. Cet album est sorti au Japon le 19 septembre 2012.
Liste des morceaux
| Disque 1 | Disque 1 | Disque 1 | Disque 1 | Disque 1 | Disque 1 | Disque 1 | Disque 1 | Disque 1 | Disque 1 |
| No       | Titre | Durée    |          |          |          |          |          |          |          |
| -------- | --- | -------- | -------- | -------- | -------- | -------- | -------- | -------- | -------- |
| 1.       | Dearly Beloved (de Kingdom Hearts)                                                                                           | 1:13     |          |          |          |          |          |          |          |
| 2.       | Hikari -KINGDOM Orchestra Instrumental Version- ((光) ; musique de Hikaru Utada, arrangée par Kaoru Wada; de Kingdom Hearts) | 3:42     |          |          |          |          |          |          |          |
| 3.       | Destati (de Kingdom Hearts)                                                                                                  | 2:55     |          |          |          |          |          |          |          |
| 4.       | Traverse Town (de Kingdom Hearts)                                                                                            | 1:21     |          |          |          |          |          |          |          |
| 5.       | Hand in Hand (de Kingdom Hearts)                                                                                             | 2:26     |          |          |          |          |          |          |          |
| 6.       | Kairi I (de Kingdom Hearts)                                                                                                  | 1:19     |          |          |          |          |          |          |          |
| 7.       | Hollow Bastion (de Kingdom Hearts)                                                                                           | 2:26     |          |          |          |          |          |          |          |
| 8.       | Always on My Mind (de Kingdom Hearts)                                                                                        | 1:47     |          |          |          |          |          |          |          |
| 9.       | Another Side (de Kingdom Hearts Final Mix)                                                                                   | 2:39     |          |          |          |          |          |          |          |
| 10.      | Naminé (de Kingdom Hearts Re:Chain of Memories)                                                                              | 2:15     |          |          |          |          |          |          |          |
| 11.      | Lord of the Castle (from Kingdom Hearts Re:Chain of Memories)                                                                | 4:33     |          |          |          |          |          |          |          |
| 12.      | Dearly Beloved (de Kingdom Hearts II)                                                                                        | 2:22     |          |          |          |          |          |          |          |
| 13.      | Passion -KINGDOM Orchestra Instrumental Version- (musique de Hikaru Utada, arrangée par Kaoru Wada; from Kingdom Hearts II)  | 3:41     |          |          |          |          |          |          |          |
| 14.      | Passion ~opening version~ (écrit et interprété par Hikaru Utada; from Kingdom Hearts II)                                     | 4:26     |          |          |          |          |          |          |          |
| 15.      | Lazy Afternoons (de Kingdom Hearts II)                                                                                       | 1:40     |          |          |          |          |          |          |          |
| 16.      | Missing You (de Kingdom Hearts II)                                                                                           | 1:53     |          |          |          |          |          |          |          |
| 17.      | The 13th Struggle (de Kingdom Hearts II)                                                                                     | 1:44     |          |          |          |          |          |          |          |
| 18.      | Roxas (de Kingdom Hearts II)                                                                                                 | 1:18     |          |          |          |          |          |          |          |
| 19.      | Sora (de Kingdom Hearts II)                                                                                                  | 1:29     |          |          |          |          |          |          |          |
| 20.      | Organization XIII (de Kingdom Hearts II)                                                                                     | 1:22     |          |          |          |          |          |          |          |
| 21.      | The 13th Reflection (de Kingdom Hearts II Final Mix)                                                                         | 3:46     |          |          |          |          |          |          |          |
| 22.      | The Other Promise (de Kingdom Hearts II Final Mix)                                                                           | 4:36     |          |          |          |          |          |          |          |
| 23.      | Riku (de Kingdom Hearts II)                                                                                                  | 1:16     |          |          |          |          |          |          |          |
| 24.      | Darkness of the Unknown (de Kingdom Hearts II)                                                                               | 4:36     |          |          |          |          |          |          |          |
| 25.      | Rage Awakened (de Kingdom Hearts II Final Mix)                                                                               | 3:44     |          |          |          |          |          |          |          |
| 26.      | Fate of the Unknown (de Kingdom Hearts II Final Mix)                                                                         | 3:26     |          |          |          |          |          |          |          |
| 1:07:55  | |          |          |          |          |          |          |          |          |

| Disque 2 | Disque 2                                                                                               | Disque 2 | Disque 2 | Disque 2 | Disque 2 | Disque 2 | Disque 2 | Disque 2 | Disque 2 |
| No       | Titre                                                                                                  | Durée    |          |          |          |          |          |          |          |
| -------- | --- | -------- | -------- | -------- | -------- | -------- | -------- | -------- | -------- |
| 1.       | Dearly Beloved (de Kingdom Hearts 358/2 Days)                                                          | 2:55     |          |          |          |          |          |          |          |
| 2.       | Musique pour la tristesse de Xion (de Kingdom Hearts 358/2 Days)                                       | 3:59     |          |          |          |          |          |          |          |
| 3.       | At Dusk, I Will Think of You... (de Kingdom Hearts 358/2 Days)                                         | 4:00     |          |          |          |          |          |          |          |
| 4.       | Vector to the Heavens (de Kingdom Hearts 358/2 Days)                                                   | 3:51     |          |          |          |          |          |          |          |
| 5.       | Another Side -Battle Ver.- (de Kingdom Hearts 358/2 Days)                                              | 3:02     |          |          |          |          |          |          |          |
| 6.       | Dearly Beloved (de Kingdom Hearts Birth by Sleep)                                                      | 5:24     |          |          |          |          |          |          |          |
| 7.       | Terra (de Kingdom Hearts Birth by Sleep)                                                               | 1:40     |          |          |          |          |          |          |          |
| 8.       | Ventus (de Kingdom Hearts Birth by Sleep)                                                              | 3:06     |          |          |          |          |          |          |          |
| 9.       | Enter the Darkness (de Kingdom Hearts Birth by Sleep)                                                  | 4:44     |          |          |          |          |          |          |          |
| 10.      | Aqua (de Kingdom Hearts Birth by Sleep)                                                                | 2:52     |          |          |          |          |          |          |          |
| 11.      | Dismiss (de Kingdom Hearts Birth by Sleep)                                                             | 4:38     |          |          |          |          |          |          |          |
| 12.      | Dark Impetus (de Kingdom Hearts Birth by Sleep Final Mix)                                              | 4:55     |          |          |          |          |          |          |          |
| 13.      | Dearly Beloved (arrangée par Kaoru Wada ; de Kingdom Hearts 3D: Dream Drop Distance)                   | 2:43     |          |          |          |          |          |          |          |
| 14.      | TWISTER -KINGDOM MIX- (musique de Takeharu Ishimoto; from Kingdom Hearts 3D: Dream Drop Distance)      | 4:50     |          |          |          |          |          |          |          |
| 15.      | L'Oscurità dell'Ignoto ("The Darkness of the Unknown"; from Kingdom Hearts 3D: Dream Drop Distance)    | 4:34     |          |          |          |          |          |          |          |
| 16.      | L'Impeto Oscuro (de Kingdom Hearts 3D: Dream Drop Distance)                                            | 4:58     |          |          |          |          |          |          |          |
| 17.      | Link to All (de Kingdom Hearts 3D: Dream Drop Distance)                                                | 2:38     |          |          |          |          |          |          |          |
| 18.      | Hikari ((光) ; écrit et interprété par Hikaru Utada; from Kingdom Hearts)                              | 5:03     |          |          |          |          |          |          |          |
| 19.      | Fantasia alla Marcia for piano, chorus, and orchestra (arrangée par Kaoru Wada ; de Kingdom Hearts II) | 7:45     |          |          |          |          |          |          |          |
| 20.      | Twinkle Twinkle Holidays (bonus track; de drammatica -The Very Best of Yoko Shimomura-)                | 2:47     |          |          |          |          |          |          |          |
| 1:20:24  | |          |          |          |          |          |          |          |          |

## Réception
Les musiques de la série des Kingdom Hearts ont été, dans l'ensemble, bien accueillies par la critique. Greg Kasavin, rédacteur chez GameSpot a déclaré que chaque musique collait bien à la scène dans laquelle elle était jouée. Cependant, il a trouvé les musiques trop courtes et répétitives. David Smith, rédacteur pour IGN a été impressionné par les moyens mis en œuvre pour la réalisation des musiques de la série des Kingdom Hearts, à savoir, la participation du Nouvel Orchestre Philharmonique du Japon et les arrangements de morceaux comme Nuit sur le Mont Chauve et Under the Sea. Il a aussi complimenté le talent de Yoko Shimomura à garder une atmosphère tout en montrant les personnalités des personnages. Daniel Kalabakov de chez SoundtrackCentral.com a décrit les compositions orchestrales de Shimomura comme « sophistiquées », et a déclaré que les enregistrements possédaient des qualités uniques. Même si l'album est excellent, il l'a jugé comme l'un des moins bons de Shimomura. Adam Corn, chroniqueur pour SoundtrackCentral.com trouve que dans la compilation de Shimomura, Drammatica, les morceaux de Kingdom Hearts sont des chefs-d’œuvre.
Jim Cordeira de Gaming Age a déclaré que la bande son était un des meilleurs aspects du premier jeu et que la partie orchestrale est de meilleure qualité que les sons en "midi" du dernier Final Fantasy. Benjamin Turner, chez GameSpy a donné des commentaires positifs sur les musiques principales, mais il a aussi trouvé certaines musiques d'ambiance un peu molles. Un autre chroniqueur de GameSpy, Gerald Villoria, a applaudi la musique des jeux sur PlayStation 2, mais a déclaré que les musiques du deuxième jeu ne sont pas aussi bonnes que celles du premier.
Dès sa sortie, Hikari a été classée numéro 1 (Oricon Weekly Singles) au Japon et l'est restée pendant trois semaines. Elle a été classée pendant treize semaines. Hikari s'est vendu à plus de 270 000 exemplaires durant la semaine de sa sortie, et a atteint le nombre de 860 000 exemplaires vendus en août 2002 au Japon,. En 2008, elle est nommée titre le plus vendu pour une musique de jeu vidéo par le Guinness World Records japonais. Kalabakov a salué la performance vocale d'Utada ainsi que la partie instrumentale du morceau Hikari. Il a cependant déclaré ne pas être fan de musique pop. Turner quant à lui est impressionné par la traduction du japonais à l'anglais et apprécie la voix d'Utada dans les morceaux du début et de fin du jeu. Le titre Passion est numéro quatre à sa sortie dans le classement japonais, il est resté au classement pendant neuf semaines. Miguel Concepcion de G4TV apprécie particulièrement le morceau Dearly Beloved, joué sur l'écran titre du jeu. IGN partage ce sentiment et l'a placé à la quatrième place de leur classement de musiques pour des jeux de type RPG. Ils ont ajouté que la musique a effacé les appréhensions qu'ils avaient à propos du jeu. Kalabakov pense que les musiques accentuent l'effet « conte de fée » de la série de jeux. Il a en plus déclaré que la bande son n'était pas « avare en émotions ».